# 惜春 譜
『惜春 譜』（せきしゅんふ）は、山口百恵のベスト・アルバム。1994年7月21日にソニー・ミュージックエンタテインメント（後のソニー・ミュージックレーベルズ）よりリリースされた。

## 概要
『百恵回帰』『歌い継がれてゆく歌のように -百恵回帰II-』に続く百恵回帰シリーズの第3弾で、本作も全曲ニューアレンジ＋別ボーカルトラックが使用されている。
本作より先の4月に「惜春通り」のニューアレンジ＋別ボーカルトラック版がシングル発売されており、同曲をフィーチャーした全10曲を収録。現役当時のシングルヒット曲を収録せず、全てシングルB面とアルバム曲から選曲されているため、新たなオリジナルアルバムとして楽しめる趣向になっている。
前作『歌い継がれてゆく歌のように -百恵回帰II-』から3曲、本作に同一音源が収録されている。
2005年には百恵回帰シリーズの全楽曲をデジタルリマスター音源で収めた『コンプリート百恵回帰』が発売された。

## 収録曲

### CD
- 編曲: 川口真（#1、3、4、7、9、10）、萩田光雄（#2、5、6、8）

1. 哀愁のコニーアイランド
  - アルバム『メビウス・ゲーム』収録曲
2. 惜春通り
  - 先行シングルとして発売
  - アルバム『曼珠沙華』収録曲
3. あなたへの子守唄
  - 1979年に制作されたもののお蔵入りとなり、引退後の1982年に発表された曲
  - ベストアルバム『Again 百恵 あなたへの子守唄』収録曲
4. 最後の頁
  - シングル「秋桜」B面曲
5. Crazy Love
  - 『歌い継がれてゆく歌のように -百恵回帰II-』に収録のものと同一音源
  - アルバム『This is my trial』収録曲
6. DANCIN' IN THE RAIN
  - 『歌い継がれてゆく歌のように -百恵回帰II-』に収録のものと同一音源
  - アルバム『L.A. Blue』収録曲
7. BLACK CAB（ロンドン・タクシー）
  - アルバム『GOLDEN FLIGHT』収録曲
8. おだやかな構図
  - 『歌い継がれてゆく歌のように -百恵回帰II-』に収録のものと同一音源
  - アルバム『A Face in a Vision』収録曲
9. 娘たち
  - シングル「しなやかに歌って」B面曲
10. This is my trial（私の試練）
  - アルバム『This is my trial』収録曲

## 関連作品
百恵回帰シリーズ
- 百恵回帰
- 歌い継がれてゆく歌のように -百恵回帰II-
- 惜春通り
- コンプリート百恵回帰
  - GOLDEN FLIGHT
  - 秋桜
  - 曼珠沙華
  - A Face in a Vision
  - L.A. Blue
  - しなやかに歌って
  - メビウス・ゲーム
  - This is my trial
  - Again 百恵 あなたへの子守唄